# مجانين بيت لحم (رواية)
مجانين بيت لحم هي رواية للكاتب الفلسطيني أسامة العيسة، الذي يجمع في أعماله بين الواقع والتاريخ الفلسطيني وبين الخيال الأدبي. صدرت الرواية في عام 2013 عن دار نوفل (هاشيت أنطوان)، وحظيت باهتمام واسع بسبب تناولها لقضايا حساسة ومعقدة مثل الحرب والجنون والهوية من خلال إطار سردي مبتكر ومؤثر. أُدرجت على القائمة القصيرة لجائزة الشيخ زايد.

## خلفية
تدور أحداث الرواية في مدينة بيت لحم، التي تعتبر واحدة من أهم المدن التاريخية والدينية في فلسطين. تحمل بيت لحم أهمية خاصة كونها لدى المسيحيين لكونها مسقط رأس يسوع (عيسى)، لكنها أيضًا تشهد منذ عقود صراعات سياسية واجتماعية. هذه الخلفية تضيف عمقًا إضافيًا للرواية، حيث يتشابك التاريخ المقدس مع واقع الحياة المعاصرة المعقدة.

## الحبكة والشخصيات
تتبع الرواية قصة مجموعة من المرضى في مستشفى للأمراض النفسية في بيت لحم، حيث تتداخل قصصهم الشخصية مع الأحداث الجارية في المدينة. يستخدم الكاتب هذه الشخصيات لرسم صورة أوسع عن المجتمع الفلسطيني، حيث يمثل كل منهم وجهًا مختلفًا من وجوه المعاناة والأمل. ومن خلال سرد القصص الشخصية للمرضى، يظهر المؤلف كيف يمكن للجنون أن يكون رد فعل طبيعي على الواقع المأساوي الذي يعيشه الفلسطينيون. الشخصيات في الرواية ليست مجرد رموز، بل هي تجسيدات حية لتجارب إنسانية عميقة، مما يجعل القارئ يتعاطف معها ويتفاعل مع حكاياتها.

## الرموز والدلالات
تستخدم الرواية الكثير من الرموز والدلالات التي تعكس حالة الفوضى والصراع الداخلي والخارجي. على سبيل المثال، يمكن اعتبار المستشفى رمزًا للوطن ككل، حيث يعيش الناس في حالة من العزلة والضغط النفسي نتيجة الاحتلال والصراعات المستمرة. كما يمكن النظر إلى الشخصيات المجنونة كرموز للمقاومة والصمود، حيث يظهر العيسة كيف يمكن للإنسان أن يحتفظ بإنسانيته وكرامته حتى في أصعب الظروف.

## الأسلوب الأدبي
أسلوب العيسة في رواية "مجانين بيت لحم" يتميز بالقدرة على المزج بين السرد الواقعي والخيال. يستخدم لغة غنية ومتعددة الطبقات، مما يضيف عمقًا إضافيًا للنص. وقد تمكن من خلق توازن بين الوصف التفصيلي للأحداث والمشاعر وبين الاستطرادات الفلسفية والتأملات.

## الرسالة والمغزى
تتركز رسالة الرواية حول فكرة أن الجنون قد يكون وسيلة للفهم والتأقلم مع واقع غير معقول. في ظل الظروف الصعبة التي يعيشها الفلسطينيون، تصبح الحدود بين العقل والجنون غير واضحة. الرواية تدعو القارئ للتفكير في ماهية الجنون والعقلانية في سياق الحرب والاضطهاد. تقدم الرواية رؤية معقدة وحقيقية عن الحياة في فلسطين. وتجسد الرواية الروح الفلسطينية بشكل مؤثر، وتذكرنا بأن الأدب يمكن أن يكون وسيلة قوية لفهم العالم وللتعبير عن التجارب الإنسانية العميقة.

## جوائز
فازت الرواية في جائزة الشيخ زايد للكتاب للآداب عام 2015.

## طبعات وترجمات
طبعت الرواية عدة طبعات، صدرت الطبعة الأولى عام 2013، والطبعة الثانية عام 2015، والطبعة الثالثة عام 2023، وترجمت إلى اللغة الأوكرانية تحت عنوان (بالأوكرانية: Божевільні з Віфлеєма) للمترجم (بالأوكرانية: Богдан Горват) في عام 2020. وترجمت للفرنسية في عام 2020 تحت عنوان (بالفرنسية: Les fous de Bethléem : éloge de la folie en terres palestiniennes)‏ للكاتب والمترجم (بالفرنسية: François Zabbal)‏.